# Walter Noll (Chemiker)
Walter Friedrich Heinrich Noll (* 9. März 1907 in Jena; † 26. November 1987 in Leverkusen) war ein deutscher Chemiker und Mineraloge, der sich vor allem mit der Chemie von Silicaten und Silikonen befasste.

## Leben
Noll wurde 1930 an der Friedrich-Schiller-Universität Jena in Mineralogie promoviert. 1937 folgte seine Promotion in der Chemie an der Johann Wolfgang Goethe-Universität Frankfurt am Main. Er war Chemiker bei der Bayer AG in Leverkusen und leitete dort zwei Jahrzehnte die Silikon-Forschung. Noll war außerdem Honorarprofessor für Mineralogie und Petrographie an der Universität zu Köln. Nach seiner Pensionierung befasste er sich vor allem mit antiken Keramiken und Pigmenten.
Die Kolloid-Gesellschaft verlieh ihm 1971 den Wolfgang-Ostwald-Preis. Die Deutsche Mineralogische Gesellschaft wählte ihn 1981 zum  Ehrenmitglied.

## Schriften
- Chemie und Technologie der Silicone, Verlag Chemie, Weinheim, 1960, 2. Auflage 1968
  - Englische Übersetzung: Chemistry and Technology of Silicones, Academic Press 1968
- Probleme der heutigen Siliconchemie, Angewandte Chemie, Bd. 82, 1970, S. 363.
- Hydrothermale Synthese des Muscovits: Ein Beitrag zur Frage der Serizitbildung in Tonschiefern, Nachrichten Akad. Wiss. Göttingen, Math.-Naturwiss. Klasse 1932.
- Alte Keramiken und ihre Pigmente: Studien zu Material und Technologie, Schweizerbart 1991.